# 12. Flak-Brigade
Die 12. Flak-Brigade war ein Großverband in Brigadestärke der Luftwaffe im Zweiten Weltkrieg. Die Aufstellung des Brigadestabes erfolgte am 19. Januar 1942.

## Einsatzgeschichte
Zunächst noch unter dem Namen Flak-Brigade XII für den Einsatz auf den britischen Kanalinseln Guernsey, Jersey und Alderney bestimmt, übernahm der Brigadestab die operative Führung der dort stationierten Flakkräfte. Der Gefechtsstand befand sich auf Guernsey. Unterstellt war die Brigade dabei der 9. Flak-Division und ab dem 29. Januar 1943 der 13. Flak-Division. Hier unterstanden ihr die gemischten Flak-Abteilungen 197, 292 und 364.
Mit Wirkung zum 1. April 1943 wurde der Brigadestab von den Kanalinseln abgezogen und durch die 11. Flak-Brigade abgelöst. Im Gegenzug übernahm der Brigadestab der 12. Flak-Brigade nun den Wirkungskreis der 11. Flak-Brigade mit Gefechtsstand in Saintes. Dort unterstand dem Stab das Flak-Regiment 45 in Bordeaux sowie das Flak-Regiment 86 in Cognac (bis Juni 1944).
Infolge der Alliierten Landung in der Normandie musste der Gefechtsstand des Brigadestabes alsbald nach La Rochelle verlegt werden. Der weitere langsame Rückzug durch Südfrankreich führte die Brigade im Sommer 1944 bis nach Drulingen. Zu diesem Zeitpunkt unterstand ihr nur mehr das Flak-Regiment 45 sowie das Flak-Regiment (E.Tr.) 159. Am 15. September 1944 wurde der Brigadestab in den Regimentsstab des Flak-Regiments 145 zurückgestuft.

## Kommandeure
| Dienstgrad | Name          | Datum                                   |
| ---------- | ------------- | --------------------------------------- |
| Oberst     | Adolf Gerlach | 19. Januar 1942 bis 30. November 1943   |
| Oberst     | Paul Köster   | 1. Dezember 1943 bis 26. September 1944 |

## Weiterer Einsatz als Regimentsstab
Der Regimentsstab des Flak-Regiments 145 wurde in Leuna aufgestellt und war anschließend als Flakgruppe Leuna zur Heimatluftverteidigung abgestellt. Als sich ab Ende Januar 1945 die Lage an der Ostfront weiter verschärfte, wurde das Flak-Regiment aus der Luftverteidigung abgezogen und als Bodentruppe an der Oderfront im Raum Freienwalde-Schwedt eingesetzt. In den dortigen Kämpfen unterstand sie der 15. Flak-Brigade. Das Regiment wurde bis Ende April 1945 durch die Rote Armee vollständig zerschlagen. Jedoch konnten sich der Regimentskommandeur Major Erich Krebs sowie einige wenige Teile seines Regiments noch gen Westen absetzen, um sich dort den amerikanischen Streitkräften zu ergeben.